# Teodato
Teodato (em latim: Theodatus, Theodahadus, Theodahathus) foi um nobre ostrogótico do século VI, membro da casa dos Amalos, que tornar-se-ia rei ostrogótico da Itália em 534. Reinou até 536.

## Vida
Teodato era membro da dinastia dos Amalos, filho de Amalafrida e sobrinho de Teodorico, o Grande (r. 474–526). Tinha uma irmã cujo nome era Amalaberga. Casou com Gudeliva em data desconhecida e o casal teve dois filhos, Teodenanda e Teudegisclo. Cassiodoro o citou numa ocasião (507/511) como homem espectável e em duas (507/511 e 523/526) como homem ilustre. Tinha vastos domínios na Etrúria e desejava mais. Comumente tomou terras de forma equivocada e precisou restaurá-las. Algumas delas eram do patrimônio régio e em 527 herdou os domínios de sua mãe. Em 533/534, considerou ceder suas propriedades na Etrúria ao imperador Justiniano (r. 527–565) em troca de uma residência em Constantinopla, a capital do Império Bizantino, uma pensão e um título, bem como propôs enviar emissários.
Procópio e Cassiodoro o definiram como alguém não belicoso e desinteressado em assuntos públicos. Foi bem versado em literatura latina, teve particular ligação com doutrinas de Platão e demonstrou familiaridade com escritos eclesiásticos. Cassiodoro o endereçou várias cartas ao longo da vida. Em 534, já era velho e vivia como cidadão privado na Etrúria. Com a morte de Atalarico (r. 526–534) em 2 de outubro, sua mãe Amalasunta convocou Teodato para ser rei, mas antes devia fazer um juramento de lealdade no qual aceitava só reinar nominalmente, deixando o poder de fato com ela. No entanto, logo que assumiu, a prendeu e ordenou seu assassinato. Na primavera de 535, enviou os emissários Libério e Opílio para Justiniano para justificar sua ação.
Mais adiante, Teodato negociou a possibilidade e abandonar o trono para Justiniano, mas mudou de ideia quando o general bizantino Mundo foi morto na Dalmácia. Em 536, após Belisário tomar Nápoles, Teodato não tomou ação para se opor à invasão da Itália e a oposição entre os ostrogodos aumentou. Vitige foi escolhido como sucessor e Teodato, quando deixou Roma em direção a Ravena, foi interceptado no caminho e morto sob ordens de Vitige. Seu assassinato ocorreu em dezembro.